# Stanisław Bagieński
Stanisław Bagieński (ur. 1876 w Warszawie, zm. 1948 tamże) – polski malarz i ilustrator.
Początkowo uczył się pod kierunkiem swego ojca Feliksa Bagieńskiego (1840–1922). Rozpoczął studia w warszawskiej Klasie Rysunkowej u Wojciecha Gersona, kontynuował studia malarskie w latach 1901–1903 na akademiach w Monachium i Paryżu. Należał do stowarzyszenia artystycznego „Pro Arte”, od roku 1927 był profesorem w warszawskiej Szkole Sztuk Pięknych. 
Stanisław Bagieński malował sceny rodzajowe, widoki Warszawy, motywy tatrzańskie i morskie. Jednak trzon jego twórczości stanowiły sceny batalistyczne i kompozycje gloryfikujące żołnierza polskiego. Najczęściej sięgał po tematy z czasów napoleońskich, powstania listopadowego i I wojny światowej. Wystawiał swoje obrazy w warszawskiej „Zachęcie” oraz w salonie sztuki Aleksandra Krywulta. 
Prowadził także działalność ilustratorską, publikując swoje prace w warszawskich „Tygodniku Ilustrowanym”, „Biesiadzie Literackiej” i „Świecie”. Ilustrował także książki, między innymi Walerego Przyborowskiego.